# Hydatophylax infumatus
Hydatophylax infumatus är en nattsländeart som först beskrevs av Mclachlan 1865.  Hydatophylax infumatus ingår i släktet Hydatophylax och familjen husmasknattsländor. Arten är reproducerande i Sverige. Inga underarter finns listade i Catalogue of Life.